# 一緒にHしよっ 〜結衣&葵編〜
『一緒にHしよっ 〜結衣&葵編〜』（いっしょにえっちしよ 〜ゆいあんどあおいへん〜）とは、2010年5月28日にちちのやから発売されたアダルトアニメ。

## ストーリー
大学の受験勉強をしている主人公。しかし、騒いでいる姉とその友達がうるさく、注意しにいったものの、姉からは「家賃を払っているのは私だから偉そうにするな」と一蹴される。そして立場の強さで黙らせたのをいいことに結衣は主人公についでにマッサージを命令する。主人公も仕方なく応じ、まずは足揉みをするが、このときに結衣のスカートの中のパンツを見ていた。それに気づかない結衣は今度は肩を揉ませるものの、それを見ていた葵も「自分もマッサージをしてもらいたい」と頼み、結衣も主人公に強制する。しかし葵は服を脱いで裸になり「肩がこるから胸を揉んでほしい」と主人公に胸のマッサージをさせる。急に裸になった葵に驚く主人公に「怖がらなくてもいい」と葵に優しく諭された主人公は葵の胸をとうとう揉み始める。この光景をみていた結衣も興奮するようになり、葵も「結衣も揉んでもらったら」と誘い出し、その気になった結衣は「そうね」と言いながら上着を脱いでブラを外し、オッパイを出して裸になる。主人公に胸を揉ませた結衣は股間を愛液で濡らし、葵も主人公が勃起していることに気づいて主人公のズボンとパンツを脱がしてペニスを取り出す。結衣はそのことに非常にあきれてながらも、とりあえずは胸を揉ませることを続行させる（その間に葵は配慮で結衣のスカートを脱がせる）。葵は主人公のペニスをさすり、結衣は興奮している主人公を変態と罵り、「まさか自分をネタに自慰にふけっているの？」という質問に一度は否定するも、「本当のことを言わないとやめるわよ」と言われたことで肯定してしまい、さらに変態と罵られ、さらなる恥辱をあたえることを葵に要求し、主人公にも変わらず続行をさせ、ついに絶頂に達した主人公は結衣の体に射精、それを指にとりおいしそうに口にいれる葵であった。
そして、今度は自分がマッサージをしてあげると主人公にパイズリをする葵。それを見ていた結衣は「出したばっかで、もう勃起なんて最低」と罵るが、次第に光景を見て羨ましそうな顔をする。それを悟ったのか、葵は「結衣も一緒にパイズリしよう」と誘い、「仕方ないわね」と言いながら参加し、二人の巨乳で同時にパイズリを経験する。二人も主人公を辱めるだけではなく互いの乳首が当たっていることで興奮しはじめる、結衣は耐え切れず、主人公に少しフェラをし、いったん止めてから「出しなさいよ！」というが、今度は葵がフェラをし、結衣もムキになり再度フェラをはじめ、こうして両方からのフェラをも体験した。そして二人はペニスではなく、互いにレズキスをする形で舌を絡めあうようになり、主人公もそんな二人に二度目の射精をする。葵はおろか、結衣も「変態」といいながらも非常に恍惚な顔をしていた。
主人公を横にして「今度は私を楽しませて」といいながらパンツを脱ぎ、主人公のペニスを挿入させるが、結衣は複雑な顔でそれを見ていた。主人公も乗り気になり、自分から葵の胸を揉みしだき、見ていた結衣も興奮しなら自分の左胸を揉みながら、股間をまさぐっていた（最初はパンツの上からまさぐっていたが、次第に中に手を入れてまさぐるようになった）。だんだん快感がエスカレートして葵と結衣は同時にオルガを迎え、主人公も葵に中出しをしていた。そして葵は結衣もセックスをしなよと誘った。
葵は結衣の後ろの周り、右胸を持ちながら、左手で結衣の膣を広げ、二本の指を入れて、結衣の左耳を舐めて辱める。葵の誘導もあり、ついに結衣は挿入を求め、主人公は挿入して、果てる。

## 登場人物
主人公
受験生。名前は明かされていないが、当然、浜田が苗字だと思われる。義姉の傲岸不遜な性格にはウンザリしているが、グラマーな体型には惚れており、いつも結衣をオカズにして自慰をしている。
浜田結衣
職業は学校の数学教師。眼鏡をかけた青髪のポニーテール。誕生日は7月12日。身長167cm、スリーサイズはGカップのB92（G）/ W58/ H90。性格は強気で、特に弟に対する態度は、家賃を払っているという立場の強さから尊大。
福永葵
結衣の同僚で保健医。誕生日は4月4日。身長164cm、スリーサイズはHカップのB95（H）/ W57/ H88。優しい性格だが、結衣以上の淫乱で、彼女の一挙一動が主人公と結衣が肉体関係をもつきっかけとなった。